# زلزال كبه طاغ 1929
زلزال كبه طاغ 1929 هو زلزالٌ وقعَ في كبه طاغ في إيران بتاريخ 1929.